# Johannes Volk
Johannes Volk (ur. 3 lutego 1922, zm. ?) – zbrodniarz nazistowski, członek załogi niemieckiego obozu koncentracyjnego Buchenwald i SS-Oberscharführer.
Z zawodu rolnik. Członek SS od 1 listopada 1941. Od 1 maja 1944 do 28 października 1944 pełnił służbę w Sachsenhausen, po czym na krótki okres skierowano go do obozu głównego w Buchenwaldzie. 4 listopada 1944 przydzielono go do podobozu Leau. Uczestniczył w ewakuacji Leau, która rozpoczęła się 12 kwietnia 1945.
W procesie US vs. Ignaz Seitz, który toczył się 6 listopada 1947 przed amerykańskim Trybunałem Wojskowym w Dachau skazany został na 10 lat pozbawienia wolności za zamordowanie więźnia narodowości ukraińskiej podczas ewakuacji obozu. 27 lutego 1948 karę zatwierdziła komisja rewizyjna.